# Glückshormone
Als Glückshormone werden im journalistischen Bereich häufig bestimmte Botenstoffe (Hormone, Neurotransmitter) bezeichnet, die unter bestimmten Umständen Wohlbefinden oder Glücksgefühle hervorrufen können. Das geschieht meist durch eine anregende, entspannende oder schmerzlindernd-betäubende Wirkung.

## Botenstoffe
Neben Hormonen werden diverse Neurotransmitter zu den Glückshormonen gezählt. Diese ermöglichen Nervenzellen, direkt über chemische Synapsen miteinander zu kommunizieren. Beispiele für als Glückshormone bezeichnete Substanzen sind:
- Monoamine
  - Dopamin
  - Serotonin
  - Noradrenalin
  - Phenethylamin (PEA)
- Neuropeptide wie Oxytocin
- Endorphine

## Kritik
Endorphine sind keine „Glücksbringer“, sondern in erster Linie Botenstoffe zur Dämpfung und Unterdrückung von Schmerzen. Die Vorstellung, dass Serotonin ein Glückshormon sei, wurde in der Forschung zum Thema Depression als Märchen bezeichnet.
Aus Sicht der Neurowissenschaften ist die Neurochemie überhaupt nicht in der Lage, Glück zu erklären. Sie kann nur Lust oder Verlangen erklären, nicht aber Glück. So wird darauf hingewiesen, dass Sucht jeder Art eher Unglück als Glück zur Folge hat. Glück könne nur entstehen, wenn zu der Lust auch ein Gefühl von sinnvollem und engagiertem Zusammenhang mit der Umwelt hinzukomme.